# Henri Jumelle
Pour les articles homonymes, voir Jumelle.
Henri Lucien Jumelle, né le 25 novembre 1866 à Dreux et mort le 6 décembre 1935 à Marseille, est un botaniste et physiologiste français.

## Biographie
De 1887 à 1894, il travaille en tant que physiologiste végétal à la Faculté des sciences de Paris. Il est ensuite professeur de botanique à la Faculté des sciences de Marseille de 1894 à 1935. De 1898 à 1916, il est directeur assistant puis directeur du musée colonial et du Jardin botanique de Marseille.
Il s'intéresse particulièrement à la botanique appliquée. Durant sa carrière, il travaille notamment avec Henri Perrier de La Bâthie, qui lui envoie des spécimens de Madagascar. En tant que taxinomiste, il décrit de nombreuses nouvelles espèces natives de Madagascar.
De 1922 à 1935, il est membre correspondant de l'Académie des sciences.
Jumelle a décrit 328 nouveaux taxons (12 genres, 293 espèces, 19 variétés et 4 formes) et 31 nouvelle combinaisons de noms dans 23 familles différentes. 230 d'entre ceux-ci (soit environ 65%) ont été publiés conjointement avec Perrier de la Bâthie. Parmi les genres publiés, six sont encore acceptés : Arophyton (en) Jum. et Carlephyton (en) Jum. (Araceae) ; Ischnolepis (en) Jum. & H. Perrier et Secamonopsis (en) Jum. (Apocynaceae) ; Beccariophoenix Jum. & H. Perrier et Masoala Jum. (Arecaceae).

## Publications
Voir aussi ses publications disponibles dans Gallica.
- [1889] Recherches physiologiques sur le développement des plantes annuelles (thèse de doctorat en sciences naturelles, faculté des sciences de Paris), Paris, Paul Klincksieck, 1889, 106 p. (lire en ligne [sur books.google.fr]).
- [1890] Le Laboratoire de biologie végétale de Fontainebleau dirigé par Gaston Bonnier, Paris, éd. Paul Klincksieck, 1890, 15 p. (présentation en ligne).
- [1901] Les Cultures coloniales : Plantes industrielles et médicinales, Paris, libr. J.-B. Baillière & Fils, 1901, 357 p. (lire en ligne [sur gallica]).
- [1901] Les Cultures coloniales : Plantes alimentaires, Paris, libr. J.-B. Baillière & Fils, 1901, 429 p. (lire en ligne [sur gallica]).
- [1907] Les Ressources agricoles et forestières des colonies françaises, Marseille, comité de publication de l'exposition coloniale de Marseille (1906) / impr.-éditeur Barlatier, 1907, 442 p. (lire en ligne [sur gallica]).
- [1910] Les Plantes à tubercules alimentaires des climats tempérés et des pays chauds, Paris, éd. Octave Doin & Fils, 1906, 372 p. (lire en ligne [sur gallica]).
- [1916] « Catalogue descriptif des collections botaniques du Musée colonial de Marseille — Madagascar et La Réunion », Annales du Musée colonial de Marseille, Faculté des sciences de Marseille, Musée colonial, vol. 4 (série 3), no 1,‎ 1916, p. 1-112 (lire en ligne [sur biodiversitylibrary.org]).
- [1917] « Catalogue descriptif des collections botaniques du Musée colonial de Marseille — Afrique occidentale française », Annales du Musée colonial de Marseille, vol. 5 (série 3), no 1,‎ 1917, p. 1-95 (lire en ligne [sur biodiversitylibrary.org]).
- [1923] « Catalogue descriptif des collections botaniques du Musée colonial de Marseille — Afrique équatoriale française », Annales du Musée colonial de Marseille, vol. 1 (série 4), no 1,‎ 1923.
- [1930] « Catalogue descriptif des collections botaniques du Musée colonial de Marseille — Indochine (1re partie) » (Céréales — Plantes féculentes — Légumes — Fruits), Annales du Musée colonial de Marseille, vol. 8 (série 4), no 4,‎ 1930, p. 5-63 (lire en ligne [sur biodiversitylibrary.org]).
- [1931] « Catalogue descriptif des collections botaniques du Musée colonial de Marseille — Indochine (suite) » (plantes à sucres et à caféiques — Plantes à condiments et à aromates — Plantes médicinales), Annales du Musée colonial de Marseille, vol. 9 (série 4), no 1,‎ 1931, p. 5-59 (lire en ligne [sur biodiversitylibrary.org]).
- [1934] « Catalogue descriptif des collections botaniques du Musée colonial de Marseille — Afrique équatoriale française » (Oléagineux), Annales du Musée colonial de Marseille, vol. 2 (série 5), no 1,‎ 1934, p. 5-59 (lire en ligne [PDF] sur odyssee.univ-amu.fr).
- [1935] « Catalogue descriptif des collections botaniques du Musée colonial de Marseille — Indochine » (Plantes médicinales (suite) : diapétales et gamopétales, opium, tabac,masticatoires), Annales du Musée colonial de Marseille, vol. 3 (série 5), no 3,‎ 1935, p. 1-58.
- [1935] « Catalogue descriptif des collections botaniques du Musée colonial de Marseille — Indochine » (Plantes oléagineuses), Annales du Musée colonial de Marseille, vol. 3 (série 5), no 4,‎ 1935, p. 1-43.

## Taxons éponymes
- Jumellea (famille Orchidaceae), nommé par Rudolf Schlechter, 1914.
- Jumelleanthus (famille  Malvaceae), nommé par Bénédict Pierre Georges Hochreutiner, 1924[6].